# Gare de Wervicq-Sud
Ne doit pas être confondue avec la gare de Wervik de la Société nationale des chemins de fer belges (SNCB).
La gare de Wervicq-Sud ou Wervicq Station est une ancienne gare ferroviaire française de la ligne de tramway d'Armentières à Halluin de la Société des chemins de fer économiques du Nord (CEN), située sur le territoire de la commune de Wervicq-Sud, dans le département du Nord en région Hauts-de-France.

## Histoire
La gare de Wervicq-Sud est mise en service en 1897 lors de l'ouverture de la section Frelinghien - Halluin de la ligne de tramway à écartement métrique d'Armentières à Halluin de la Société des chemins de fer économiques du Nord.

## Patrimoine ferroviaire
La gare a été démolie à une date inconnue.